# Rubén Hernández (jockey)
Rubén Hernández (Ciudad de Panamá, Panamá, 21 de noviembre de 1950) es un jockey panameño de carreras de pura sangre retirado. Ganó el Belmont Stakes de 1979 a bordo de Coastal en el que derrotó al ganador del Kentucky Derby y Preakness Stakes de ese año, Spectacular Bid, negándole así la codiciada Triple Corona de Estados Unidos 

## Carrera
Rubén Hernández comenzó a montar pura sangre en su Panamá natal en el Hipódromo Presidente Remón de la Ciudad de Panamá, donde ganaría 1412 carreras antes de emigrar a los Estados Unidos. Allí, inicialmente correría en pistas de Florida, obteniendo su primera victoria significativa en Hialeah Park el 3 de abril de 1974 , Palm Beach Handicap, carrera que volvería a ganar en 1975. En general, Rubén Hernández disfrutó de cierto éxito durante sus primeros cuatro años corriendo en los Estados Unidos. Sin embargo, en 1977 llegó una victoria que cambió las reglas del juego porque se demostró a sí mismo que podía competir con los mejores y pagó de su propio bolsillo los costos de viajar de Florida a California con un propósito. Allí, se acercó a John Fulton, entrenador del Kinsman Stable, propiedad del notoriamente insensible propietario del equipo de béisbol de los Yankees de Nueva York, George Steinbrenner, y le pidió montar su potro en el prestigioso Derby de Santa Anita de Grado 1 que se celebrará el 27 de marzo. La admiración que la acción de Fernández generó en Steinbrenner fue reportada por The Washington Post, citándolo diciendo "¿cuántos niños harían eso, pagarían su propio dinero para ir de Florida a la costa con la posibilidad de conseguir trabajo?" y agregó: "Tengo que seguir con ese tipo de chico". Fernández terminó en un tercer lugar muy creíble con el potro de Steinbrenner, Steve's Friend, que pagó a los apostadores $16 para mostrarlo.El 17 de abril, Ruben Hernandez y Steve's Friend le dieron a Steinbrenner su mayor victoria en las carreras cuando ganaron el Grado 1 Hollywood Derby. Expulsado como una apuesta arriesgada 34-1, Hernández guio a Steve's Friend a una victoria por 3/4 de cuerpo sobre Affiliate y3 1⁄2 cuerpos por delante del tercer clasificado, Habitony, que había ganado el Derby de Santa Anita. Steve's Friend ganó en un tiempo récord de 1:47 4-5 en las 1-1/8 millas sobre tierra.
Al regresar al Este, Steve's Friend con Hernández nuevamente en la silla, quedó quinto en el Derby de Kentucky de 1977 en lo que sería el año 1977 de la Triple Corona de Estados Unidos para Seattle Slew.Al año siguiente, Rubén Hernández montó desde una base en el estado de Nueva York, donde ganó numerosos clásicos de alto nivel. Terminó 1978 con 172 victorias en 992 aperturas para una tasa de victorias del 17%.  También viajó a Puerto Rico para montar y ganar con el caballo mexicano Ezgarta en el Clásico Internacional del Caribe. Una prestigiosa carrera anual para caballos de tres años organizada por uno de los diversos hipódromos del Caribe, el Clásico del 10 de diciembre de 1978 se corrió en el Hipódromo El Nuevo Comandante.En 1979, Coastal, de tres años, no corrió en el Derby de Kentucky ni en el Preakness Stakes, habiendo hecho su primera salida a finales de abril como resultado de una grave lesión en el ojo que había interrumpido sus carreras a los dos años. Antes de ingresar al Belmont Stakes de 1-1/2 milla, Coastal había corrido sólo tres veces ese año. Ganó los tres con Rubén Hernández, pero en distancias cortas de seis y luego siete furlongs, seguido por el Peter Pan Stakes de 1-1/8 de milla.  En el punto de 1-1/4 de milla en Belmont, Spectacular Bid lideraba el campo de ocho caballos por tres cuerpos sobre el subcampeón del Derby de Kentucky , General Assembly, seguido por el ganador del Derby de Luisiana y Arkansas y subcampeón del Preakness, Golden. Acto . Coastal estaba sentado en el cuarto lugar e hizo su movimiento, pasando a esos tres caballos para tomar la delantera en la parte superior del tramo. Al final, Coastal ganó por 3 cuerpos y 1/4 sobre Golden Act con Spectacular Bid en tercer lugar.Para 1979, Hernández obtendría lo que sería 209 victorias, la mayor cantidad de su carrera, en 1,129 aperturas para una tasa de victorias del 19%. En un artículo del Washington Post de 1981 escrito por Andrew Beyer sobre Noble Nashua ganando la prestigiosa Copa Marlboro, el muy respetado escritor y desarrollador de Beyer Speed Figure escribió que el jockey ganador Rubén Hernández había "hecho que algunos de los mejores jinetes de Estados Unidos parecieran lamentables incompetentes". " 
Durante su carrera, Hernández ganó títulos en pistas de carreras del estado de Nueva York y Florida. Rubén Hernández montó por última vez el 22 de noviembre de 1997 en el hipódromo Calder en Miami Gardens, Florida.